# GeoEye
GeoEye社はバージニア州ハーンドンに所在地を置く 世界最大の商業的衛星画像企業。GeoEye社の本社はバージニア州ハーンドンに所在する。衛星運用はハーンドンとソーントンで行われている。セントルイスでは追加的イメージ処理が提供されている。世界各地に複数の地上局を持つ。
1992年、私企業の衛星画像の商業利用を認めた陸域リモートセンシング政策法の制定直後にオービタル・サイエンシズ社の一部門として立ち上げられ、1997年にはオービタル・イメージング社(ORBIMAGE)として独立企業となった。2006年にコロラド州、デンバーに所在し、レイセオンとロッキード・マーチンが設立・運営し、IKONOSを打ち上げていたスペース・イメージング社を5800万ドルで取得した。スペース・イメージング社を取得した後、GeoEye社に改名した。
ORBIMAGEの最初の最初の取締役はオービタル社の取締役であったDavid W. Thompsonであり、当時オービタル社が60%の株式を持っていたが、現在では株式は保有していない。2001年以降、取締役は元宇宙飛行士のジェームス・A・エイブラムソンである。
2億5300万km2の面積の衛星画像をマイクロソフトやYahoo!などの検索エンジンに提供している。GoogleはGeoEye-1衛星のオンラインマッピング利用を独占している。また、アメリカ国家地球空間情報局への主要提供者にもなっている。競合会社にはDigitalGlobeやスポット・イメージ(Spot Image)社などが存在する。
2011年、Geoeye社は宇宙財団のSpace Technology Hall of Fameに先進的商業地球画像衛星の業績から殿堂入りしている。
2012年7月23日にGeoEye社とデジタルグローブ(DigitalGlobe)社は合併することで合意に達し、2013年1月に合併が行われて、存続会社はデジタルグローブ社となった。

## 衛星
GeoEyeは可視光と近赤外線で地上や洋上を1m以下の解像度で撮影できる独自の地球観測衛星群を運用している。

### IKONOS
1999年にスペース・イメージングによって打ち上げられた衛星で、白黒で82cm、カラーで3.2mの地上分解能を有しており、11km四方の撮影範囲を持ち、一日に2,000 km2の面積のデータを収集できる。98分で地球を周回し、軌道高度はおおよそ680kmである。太陽同期軌道を回っており、与えられた経度を現地時間の午前10時半に通過する。名前はギリシア語で「画像」を指すeikōn'から来ている
。

### OrbView-2
ORBIMAGE社が1997年に打ち上げた衛星。SeaStarとも呼ばれる。地球全体の表面のカラー画像を一日ごとに収集した。商用の漁船はOrbView-2のデータを漁業用海図の作成に使うため海洋状況の把握に利用した。また、2.800kmを超える広い撮影範囲を持ち、海軍運用、環境モニタリング、国際的作物評価アプリケーションなどにルーチン的に使われた。OrbView-2はNASAのSeaWiFSセンサーを搭載しており、バージニア州のハーンドンで運用されている。2010年12月11日にデータ収集を終えた。

### OrbView-3
ORBIMAGE社が2003年に打ち上げた衛星。白黒で1m、カラーで4mの地上分解能を有しており、8km四方の撮影範囲を持ち、一日に210,000 km2の面積のデータを収集できる。回帰日数は3日より短く、天底から50度の範囲を撮影することができる。IKONOSと同じく衛星は与えられた経度を午前10時半に通過する。
2007年4月23日、GeoEyeはOrbView-3が永久にサービス停止になったことを公表するためにForm 8-Kを提出した。GeoEyeは衛星のコントロールを維持していたが、利用可能な画像の提供は不可能となった 。衛星は2011年3月13日に、制御して太平洋へ落下された。

### GeoEye-1
ジオアイ1号は2008年9月6日太平洋夏時間11時50分57秒に打ち上げられた。衛星は打ち上げ58分56秒後の午後0時49分にデルタ2号からの分離に成功した。白黒で41cm、カラーで1.65mの地上分解能を有しており、15.2km四方の撮影範囲を持つ。高度647km、軌道傾斜角は98度の太陽同期軌道を回っており、毎朝10時30分に赤道を横切り、天底から60°の範囲を撮影することができる。ジェネラル・ダイナミクス発展情報システムによってアリゾナ州で製造され、バージニア州ハーントンで運用されている。
分解能41cmの画像撮影能力は、商用のリモートセンシング衛星としては世界最高である。

### (GeoEye-2) WorldView-4
ITT社との間で製作するジオアイ2号は2013年の打ち上げが計画されていたが、2016年に延期され、衛星名もデジタルグローブ社の衛星シリーズ名に合わせてWorldView-4に変更された
。解像度は最高34cm。ロッキード・マーチンがジェネラル・ダイナミクスを押さえて衛星プラットフォームの製造企業に選ばれた。

## 航空画像
GeoEye社は2007年3月に航空画像に進出し、MJ Hardenをジェネラル・エレクトリック社から購入した。MJ Hardenは1956年にMilton J. Hardenに設立された写真測量企業で 、GEが2003年に購入していた会社で
、カンザス州、ミッションに所在地を置いている。現在はGeoEye社の全額出資子会社として、デジタルマッピングカメラとLIDAR画像システムを積んだ2機の航空機を運営している。

## 註
1. ↑  Reuters. http://www.reuters.com/finance/stocks/companyProfile?rpc=66&symbol=GEOY.O {{cite news}}: |title=は必須です。 (説明)⚠⚠
2. ↑  ORBIMAGE Completes Acquisition of Space Imaging; Changes Brand Name to GeoEye
3. ↑  http://moneycentral.msn.com/ownership?Symbol=GEOY
4. ↑  Reuters. http://www.reuters.com/finance/stocks/officerProfile?symbol=GEOY.O&officerId=842914 {{cite news}}: |title=は必須です。 (説明)⚠⚠
5. 1 2  Google to buy GeoEye satellite imagery -cnet.com - August 29, 2008
6. ↑  http://www.spacefoundation.org/news/story.php?id=1086
7. ↑  “GeoEye社と DigitalGlobe社の合併について”. 日本スペースイメージング株式会社. (2012年7月23日) 2012年11月25日閲覧。
8. ↑  http://www.geoeye.com/CorpSite/products/imagery-sources/Default.aspx?keywords=ikonos&creative=1350458344&gclid=COS9staay5UCFQxxHgodvCAIiQ
9. ↑  http://eospso.gsfc.nasa.gov/eos_homepage/mission_profiles/docs/Orbview-2_SeaWiFS.pdf
10. ↑  OrbView 3 Satellite Malfunctions
11. ↑  SEC Form 8-K Regarding Orbview-3 Technical Problem
12. ↑  “解像度30センチハイレゾ地球観測衛星「ワールドビュー4」へ改名…2016年に打ち上げ”. レスポンス. (2014年8月2日) 2014年8月15日閲覧。{{cite news}}:  CS1メンテナンス: 先頭の0を省略したymd形式の日付 (カテゴリ)
13. ↑  http://www.spacenews.com/earth_observation/100311-lockheed-selected-geoeye2.html
14. ↑  GeoEye Acquires MJ Harden Aerial Business From GE Oil & Gas
15. ↑  Geospatial Services - geoeye.com
16. ↑  Power Systems buys M.J. Harden Associates in Kansas City - bizjournals.com  - August 21, 2003.
17. ↑  http://www.spaceimaging.co.jp/Portals/0/images/news/information/jsi_release_20080408.pdf